# Marcelo Zarvos
Marcelo Zarvos (São Paulo, 1969. május –) görög származású brazil zeneszerző, zongorista és dzsesszzenész. Számos filmben szerepeltek általa szerzett zenék, mint Az ügynökség, Emlékezz rám és A hódkóros.